# Dariusz Nowacki
Dariusz Nowacki (ur. 23 czerwca 1965 w Bydgoszczy) – polski krytyk literacki i badacz literatury, pracownik Instytutu Nauk o Literaturze Polskiej Uniwersytetu Śląskiego w Katowicach, doktor habilitowany nauk humanistycznych, profesor nadzwyczajny Uniwersytetu Śląskiego.

## Życiorys
Jego rodzice to Stanisław Nowacki i Wanda z domu Krupecka. W 1980–1985 uczył się w Technikum Przemysłu Drzewnego w Bydgoszczy. Następnie odbył studia polonistyczne na Uniwersytecie Śląskim w Katowicach, tytuł magistra uzyskał w 1990. Pracował jako nauczyciel języka polskiego w Szkole Podstawowej nr 6 w Sosnowcu do 1993 roku. 18 maja 1999 uzyskał stopień doktora na podstawie pracy "Ja" nieuniknione. O podmiocie pisarstwa Jerzego Andrzejewskiego, której promotorem był prof. Krzysztof Kłosiński. 12 czerwca 2012 uzyskał stopień doktora habilitowanego nauk humanistycznych na podstawie rozprawy Kto im dał skrzydła. Notatki o prozie, dramacie i krytyce (2001–2010). Pracuje jako profesor nadzwyczajny w Instytucie Nauk o Literaturze Polskiej im. Ireneusza Opackiego na Wydziale Filologicznym Uniwersytetu Śląskiego w Katowicach, jest członkiem Komisji Historii Sztuki Polskiej Akademii Umiejętności. Redaktor kwartalnika kulturalnego „Opcje”, były redaktor kwartalnika literackiego „FA-art”, współpracownik pism literackich, a także gazet codziennych i wydawnictw. Zajmuje się głównie współczesną prozą polską.

## Nagrody
W 2000 roku otrzymał Nagrodę im. Ludwika Frydego, była ona przyznana przez Sekcję Polską Międzynarodowego Stowarzyszenia Krytyki Literackiej; w tymże roku przyznano mu także Nagrodę w Konkursie Literackim Polskiego Towarzystwa Wydawców Książek.

## Twórczość
Opublikował zbiór szkiców krytycznych Zawód: czytelnik (Kraków 1999), za który otrzymał Nagrodę Polskiego Towarzystwa Wydawców Książek, rozprawę Ja nieuniknione. O podmiocie pisarstwa Jerzego Andrzejewskiego (Katowice 2000) oraz książkę krytycznoliteracką „Wielkie Wczoraj” (Kraków 2004). Współautor (wraz z Ivaną Vidović Bolt) zbioru Orkiestru iza leda. Antologija poljske kratke price (Zagrzeb 2001) oraz antologii (wespół z Krzysztofem Uniłowskim) Była sobie krytyka. Wybór tekstów z lat dziewięćdziesiątych i pierwszych (Katowice 2003). Wydał ponadto: Kto im dał skrzydła. Uwagi o prozie, dramacie i krytyce (2001-2010) (Katowice 2011), Ukosem. Szkice o prozie (Katowice 2013).